# Кметство
Кме́тство (болг. кметство) — адміністративно-територіальна одиниця Болгарії, яка є приблизним відповідником сільської ради країн колишнього СРСР.
Кілька (до кількох десятків) кметств складають общину (громаду). Кметство може включати в себе один або кілька сусідніх населених пунктів із загальною чисельністю населення понад 350 осіб.
Кметство створюється за рішенням ради общини (болг. общинския съвет), яке надає йому певні функції. Головою кметства є кмет, якого обирають на місцевих виборах. Для дрібних населених пунктів, де немає свого кметства, кмет общини призначає кметських намісників.